# Денихівська сільська рада
| Денихівська сільська рада — орган місцевого самоврядування у Тетіївському районі Київської області з адміністративним центром у с. Денихівка. Історична дата утворення: в 1919 році. Сільській раді підпорядковані населені пункти: - с. Денихівка |

## Склад ради
Рада складається з 16 депутатів та голови.

### Керівний склад ради
| ПІБ                        | Основні відомості                                                              | Дата обрання | Дата звільнення |
| -------------------------- | ------------------------------------------------------------------------------ | ------------ | --------------- |
| Самозван Віталій Дмитрович | Сільський голова, 1977 року народження, освіта, член Селянської партії України | 26.03.2006   | 31.10.2010      |
| Самозван Віталій Дмитрович | Сільський голова, 1977 року народження, освіта вища, член Партії регіонів      | 31.10.2010   |                 |

Примітка: таблиця складена за даними джерела